# Subway Surfers
Subway Surfers är ett plattformsmobilspel utvecklat i samarbete med Kiloo, ett privat företag med säte i Danmark och SYBO Games. Den är tillgänglig på Android, iOS, Kindle, och Windows Phone plattformar.
Spelet har laddats ned över 1 miljard gånger på Google Play och är därmed ett av de mest nedladdade Android-spelen någonsin.